# Guttau
Guttau (górnołuż. Hućina) – dzielnica gminy Malschwitz w Niemczech, w kraju związkowym Saksonia, w powiecie Budziszyn, we wspólnocie administracyjnej Malschwitz. Do 29 lutego 2012 należała do okręgu administracyjnego Drezno. Do 31 grudnia 2012 samodzielna gmina.

## Współpraca
Miejscowości partnerskie:
- Guttau – dzielnica Grömitz, Szlezwik-Holsztyn
- Lidzbark, Polska
- Reichartshausen, Badenia-Wirtembergia (kontakty utrzymuje dzielnica Neudorf/Spree)
- Stara Kamienica, Polska